# 刘广宁
刘广宁（1939年—2020年6月25日），女，籍贯福建福州，生于香港，中国配音演员。

## 生平
劉廣寧來自福州龍山劉氏家族，祖父為外交官劉崇傑。
劉廣寧1939年出生于香港，小时候随家人移居上海。1960年，高中毕业时即考入上海电影译制厂，从此踏上了她的配音事业。

## 代表作品
- 魂断蓝桥：配音饰演玛拉（原声：费雯丽）
- 尼罗河上的惨案：配音饰演杰基·德贝尔福特（原声：米亚·法罗）
- 阳光下的罪恶
- 叶塞尼亚：配音饰演路易莎
- 冷酷的心：配音饰演莫妮卡
- 悲惨世界：配音饰演方婷
- 铁面人：配音饰演路易丝